# Chiesa della Madonna della Consolazione (Castelfidardo)
La chiesa della Madonna della Consolazione (nota comunemente come Chiesa della Figuretta) è un luogo di culto cattolico sito a Castelfidardo, in provincia di Ancona, nel quartiere Figuretta.

## Storia
Fonti storiche locali riportano la presenza di un'immagine sacra rappresentante la Madonna, racchiusa in un'edicola, già nel XVI secolo. Si ipotizza che sorgesse laddove fu eretta la prima chiesa dedicata alla Madonna della Consolazione, le cui notizie risalgono al 1665. Da essa ha origine la denominazione Figuretta, ovvero una figura o un'immagine sacra di ridotte dimensioni. 
Nel 1963 iniziarono i lavori per l'erezione della nuova chiesa, in sostituzione dell'antica, per volere di Don Paolo Pigini (1891-1967), storico fidardense e canonico della parrocchia Collegiata Santo Stefano, che vendette gran parte dei suoi beni a tal fine.
L'attuale edificio è stato inaugurato nel 1970, a poche centinaia di metri dal precedente, in una zona meno esposta al traffico cittadino. Don Paolo Pigini riposa oggi per sua espressa volontà all'interno della chiesa, in una tomba situata a sinistra dell'ingresso. Alcuni interventi di restauro sono stati effettuati nei primi anni Duemila, con nuove tinteggiature sulle vetrate delle finestre laterali.

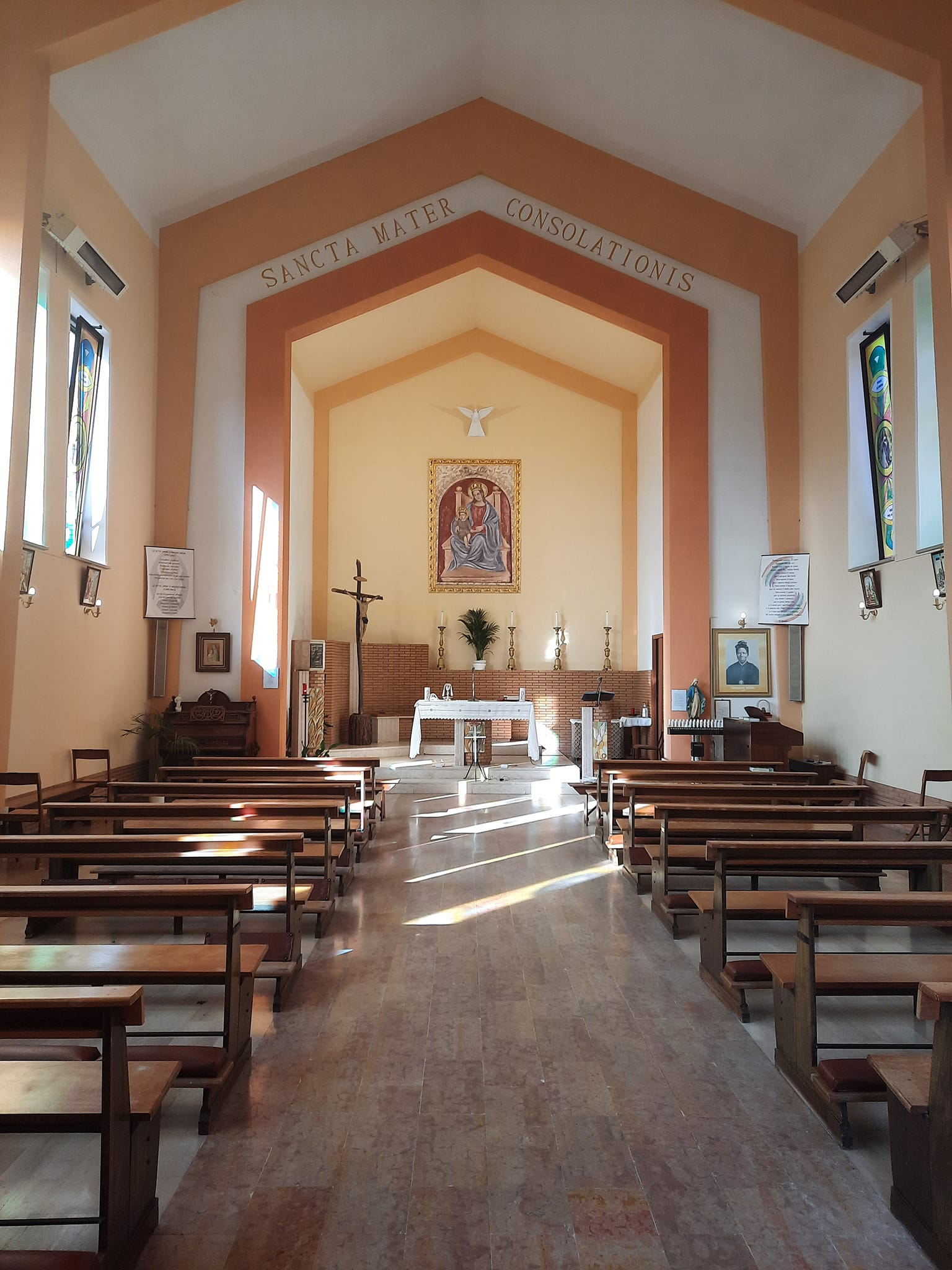
Interno della chiesa.

Dagli anni duemila riveste le funzioni di parrocchiale ausiliaria della ben più capiente Collegiata di Santo Stefano.

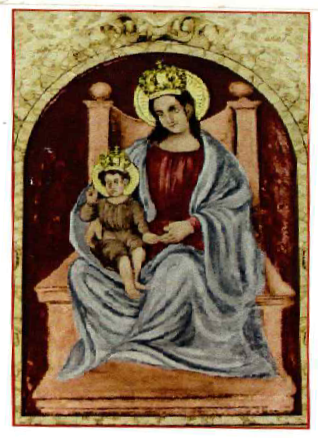
Il quadro della Madonna della Consolazione.

## Descrizione
L'elemento di maggior rilievo è il quadro di padre Stefano Pigini raffigurante la Madre della Consolazione, in trono col Bambino. Nota agli abitanti locali come Madonna della Figuretta dall'omonima località comunale, che a sua volta trae il nome dalla presenza dell'edicola religiosa. Si presume che l'immagine fosse molto venerata dai pellegrini che da Castelfidardo raggiungevano Loreto, attraversando il piccolo borgo.
Sempre alla Madre della Consolazione sono dedicati la scultura esterna a sinistra del portone d'ingresso, anch'essa opera di padre Stefano Pigini, e un'ulteriore raffigurazione sulla controfacciata.
In segno di devozione, nel mese di Maggio si celebra da decenni nel quartiere la Festa della Madonna della Consolazione; con eventi ricreativi accompagnati da incontri di preghiera e riflessione . Sempre nello stesso mese vi viene regolarmente recitato il Rosario nelle sere dei giorni feriali.
Vi si conserva inoltre un'opera pittorica di Aurelio Alabardi, noto artista locale, raffigurante Papa Giovanni Paolo II pregante.